# هاف-لايف (لعبة فيديو)
هاف-لايف (بالإنجليزية: Half-Life)‏ هي لعبة فيديو صممت من قبل شركة فالف ونشرت من قبل سييرا إنترتينمنت في سنة 1998 لنظام الويندوز وهي أول لعبة تنتج من قبل شركة فالف وأول لعبة في سلسلة هاف-لايف. تدور أحداث القصة حول د.غوردن فريمان الذي يحارب نحو المخرج من مركز الأبحاث السري بلاك ميسا بعد التجارب حول العوالم الأخرى التي تحولت إلى كارثة، حيث يقاتل د.فريمان العديد من الفضائيين وجنود القوات المسلحة الأمريكية والعملية السوداء.
على عكس العديد من الألعاب الأخرى في ذلك الوقت، لا تحتوي هاف-لايف على أي مقاطع مشهدية حيث لا يوجد أي انقطاع أثناء اللعب والأحداث تحدث أمام عيني اللاعب، أحد مؤسسي شركة فالف جايب نويل قال أن فريق مصممي هاف-لايف أرادوا أن يصنعوا عالم غامر بدلا عن «معرض صور». محرك اللعبة, جولد سورس هو نسخة معدلة تماما من محرك كوايك مرخصة من قبل شركة إد سوفتوير.
حصلت لعبة هاف-لايف على إعجاب الجميع وحققت نجاح كبيرا بفضل اللعب واقعي ورسوميات والقصة وحصلت على العديد من الجوائز وهي تعتبر واحدة من أفضل الألعاب في جميع الأوقات وقد أثرت كثيرا في جميع الألعاب تصويب منظور الشخص الأول وامتازت بشعارها المميز والبسيط وهو حرف لامبدا من الالفبائية الاغريقية باللون البرتقالي.
تم إصدار هاف-لايف أيضا لماك أوس، جنو/لينكس وبلاي ستيشن 2 كما تم تصميم أيضا نسخة هاف-لايف لدريم كاست لكن لم تنشر رسميا.

## اللعب
هاف-لايف هي لعبة تصويب منظور الشخص الأول حيث يتطلب على اللاعب القيام بمهام قتالية وحل ألغار ليتقدم في اللعبة. على عكس معظم ألعاب تصويب منظور الشخص الأول التي تعتمد على المقاطع المشهدية لتفصيل قصتها، لا تحتوي هاف-لايف على أي مقاطع مشهدية ولايوجد انقطاع أثناء اللعب بتاتا، فلعبة هاف-لايف تسرد أحداث القصة مباشرة داخل اللعبة حيث لا يفقد اللاعب التحكم بشخصية غوردن بتاتا وتعرف هذه الطريقة بالتسلسل المكتوب. لا تنقسم لعبة هاف-لايف إلى مستويات كمعظم الألعاب الأخرى بل تنقسم إلى فصول التي عناوينها تظهر كلما تقدم اللاعب في اللعبة، التقدم في عالم اللعبة مستمر باستثناء التوقف القصير لتحميل الفصل التالي.

## وصلات خارجية
- هاف-لايف على موقع IMDb (الإنجليزية)
- هاف-لايف على موقع الموسوعة البريطانية (الإنجليزية)

- Half-Life on Steam